# Sint-Joris (Beernem)
Sint-Joris, Sint-Joris-ten-Distel (fr. Saint-Georges, Saint-Georges-ten-Distel) – dzielnica (deelgemeente) gminy Beernem w Belgii, w Regionie Flamandzkim, w prowincji Flandria Zachodnia, w okręgu Brugia. Leży nad Kanałem Gandawa-Brugia. 1 stycznia 2020 roku liczyła 1929 mieszkańców. Do 31 grudnia 1976 samodzielna gmina.

## Demografia
Liczba mieszkańców, stan na 1 stycznia:
| Rok                | 1930 | 1947 | 1961 | 2020 |
| ------------------ | ---- | ---- | ---- | ---- |
| Liczba mieszkańców | 1701 | 1754 | 1758 | 1929 |